# Hilo calefactor

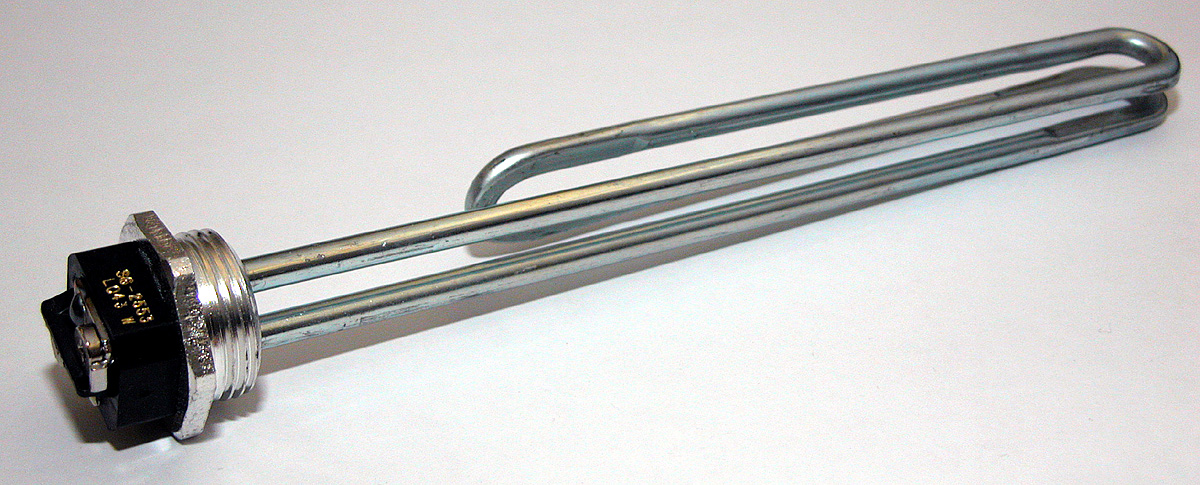
Resistencia calentadora de cobre cromado por inmersión.

El hilo calefactor es el fabricado con aleaciones calefactoras, que son aleaciones de dos o más metales que tienen una resistencia eléctrica específica relativamente alta y una baja tendencia a oxidarse.
Su finalidad es convertir la energía eléctrica en calor .
Mediante la aleación, las propiedades positivas de los metales individuales se utilizan para adaptarlos a su uso previsto como resistencia calefactora .

## Función y formas de aplicación
Cuando fluye corriente eléctrica, un conductor calefactor se convierte en un emisor de calor como consecuencia de su resistencia eléctrica, que genera calor en el interior.
El calor generado es proporcional al cuadrado de la corriente y proporcional al cuadrado de la tensión eléctrica aplicada a un elemento calefactor dado.
Las resistencias calefactoras son conductores enrollados en forma de hélice que se utilizan en elementos calefactores (fogas, calentadores, calderas). Los conductores calefactores a menudo se insertan o incrustan en molduras cerámicas protectoras o tubos de cuarzo. La micanita también sirve como soporte.

## Requisitos y ejemplos
Los materiales empleados como conductores calefactores son principalmente aleaciones..Sin embargo, para temperaturas especialmente elevadas, se utiliza carburo de silicio, disiliuro de molibdeno, platino y -en ausencia de oxígeno – se utilizan grafito y tungsteno . También se utiliza hilo de tungsteno puro para calentar los cátodos de los tubos electrónicos .  
El material no debe fundirse cuando se calienta y debe ser resistente a la corrosión incluso después de calentamientos y enfriamientos repetidos. El objetivo es también obtener una alta resistencia a la temperatura de funcionamiento y una baja tendencia a la recristalización.
Para poder utilizar conductores de calentamiento cortos y gruesos, es ventajosa una alta resistencia específica .
Las siguientes tablas enumeran algunos parámetros de metales, aleaciones y otros materiales conductores calefactores utilizados como conductores calefactores bajo sus nombres comerciales.
| material                       | Resistencia específica ρ (20 °C), en {\displaystyle \mathrm {\frac {\Omega \cdot mm^{2}}{m}} } | Conductividad eléctrica ϰ, en {\displaystyle \mathrm {\frac {m}{\Omega \cdot mm^{2}}} } |
| ------------------------------ | ---------------------------------------------------------------------------------------------- | --------------------------------------------------------------------------------------- |
| Cobre puro (para comparación)  | 0,0172 0                                                                                       | .00                                                                                     |
| c.níquelado                    |                                                                                                | 14,6 0                                                                                  |
| c. cromado                     |                                                                                                | 0 6,7 0                                                                                 |
| Nickelina                      | 0,4 / 000 0,33 000                                                                             | 0 3,0 / 0 2,5 0                                                                         |
| Manganina                      | 0,43000                                                                                        |                                                                                         |
| Constantán                     | 000                                                                                            | 0 2.04                                                                                  |
| 30Mn 70Cu                      | 1,0 0000                                                                                       | 0 1,0 0                                                                                 |
| Nicromo (80 % Ni, 20 % Cr )    | 1,1 000                                                                                        | 0,9 0000                                                                                |
| Ferrocronina (NiCr15Fe)        | 1,03 0000                                                                                      |                                                                                         |
| Sicromal (X10CrAlSi13)         | 0,75 000                                                                                       |                                                                                         |
| Kanthal® A-1 (aleación FeCrAl) | 1,45 000                                                                                       | 0 0,69                                                                                  |
| manganeso                      | 1.44                                                                                           | 0 0,69                                                                                  |
| grafito                        | 13,8 …40                                                                                       | 0 0,025…0,073                                                                           |

El análisis de la tabla muestra que al aliar níquel y zinc, la resistencia eléctrica específica aumenta 28 veces en comparación con el cobre puro y níquel. Si aumenta el contenido de zinc aumentando el níquel y sólo se sustituye el 1% de manganeso ( constantán) la resistencia específica aumenta 30 veces en comparación con el cobre.
La lista también muestra que la presencia de hierro, cromo y aluminio en las aleaciones ("Kanthal") aumenta significativamente la resistencia en comparación con los basados en cobre-níquel.
La Niquelina con 0,4 {\displaystyle \mathrm {\frac {\Omega \cdot mm^{2}}{m}} }
La aleación Kanthal® A-1 (FeCr22Al6) con 1,45 {\displaystyle \mathrm {\frac {\Omega \cdot mm^{2}}{m}} } .
El desarrollo de aleaciones aptas como conductores calefactores se remonta a principios del siglo XX. e incluso más atrás. Después de que Thomas Alva Edison inventara la bombilla, se buscaron materiales que fueran más duraderos que un filamento de carbono y pudieran soportar temperaturas muy elevadas. Las aleaciones de osmio e iridio, más tarde de osmio y tungsteno (marca Osram), ofrecieron una solución. El Tungsteno, disponible en abundancia (wolframita), con un punto de fusión F = 3380 °C sustituyó al osmio y al iridio (marca Tungsram).

### Aleaciones de níquel-cobre
Los primeros hilos de resistencia se hicieron de Nickelin, una aleación de cobre, níquel y manganeso con una alta resistividad y un coeficiente de expansión térmica muy bajo. Típico del género es "Isabellin", que lleva el nombre del líder del mercado. Esto también se aplica a las aleaciones de cobre y manganeso con adiciones no sólo de aluminio, sino también de otros elementos, que se conocen colectivamente como aleaciones Heusler. Relacionados con ellos existen aleaciones muy resistentes a la corrosión con un alto contenido en níquel, como el Constantá estandarizado con un 56 % de cobre y un 44 % de níquel, máximo un 1 % de manganeso. Las aleaciones de conductores calefactores eficientes también son sistemas de dos materiales hechos de níquel y <20 % de cromo.
Las aleaciones de níquel-cobre como materiales calefactores están estandarizadas en la norma DIN 17471. CuNi44 se utiliza para calentar resistencias en forma de cable. Las aleaciones están estandarizadas como materiales contenidos bajo la norma DIN 17664. El rango de aplicación está entre 500 y 600 °C, se funden a 1230-1290 °C, por tanto, no puede utilizarse en metalurgia ferrosa, incluso en algunas áreas de metales pesados.

### Aceros cromados
Aceros al cromo ferrítico con hasta un 5% de aluminio puede aliarse para formar una capa de óxido inhibidor de la corrosión. Tienen un alto punto de fusión desde un 5 % hasta un 2,5-3 % de adición reducida de aluminio, o hasta un 0,3 % ittri, hafnio y circonio.
Las aleaciones son, p. B. CrAl 25 5, es decir, un 5 % y un 70 % hierro, así como CrAl 20 5 con un 75 % hierro. El aumento del contenido de hierro provoca estados microestructurales austeníticos y ferríticos con una resistencia a la temperatura y una vida útil correspondientes. Todas las aleaciones que contienen aluminio se caracterizan por una capa protectora resistente a la temperatura hecha de óxido alfa de aluminio ( corindón ) que se forma durante el uso.

### Aleaciones de níquel-cromo
La cromina se puede encontrar en la literatura desde 1955 como una aleación no estándar "para la producción de resistencias para calefactores eléctricos". Contiene un 83-84 % níquel, equilibrio cromo. Chromel A y Chromel B están estrechamente relacionados. Chromel C, en cambio, es una aleación de tres componentes con un 25 % hierro, un 11 % cromo, equilibrio níquel. Todos ellos se utilizan para calentar resistencias. Chromel P contiene un 10 % de cromo, el resto de níquel y se utiliza junto con el hilo de Alumel como termopar (tipo K) hasta un máximo de 1100 °C (brevemente hasta 1300 °C).
Las aleaciones de conductores calefactores a base de níquel y cromo normalizados según DIN 17470 son aleaciones de dos componentes y de tres componentes con el hierro como factor determinante. El estándar incluye NiCr 80 20, NiCr 60 15 con un 25 % hierro, NiCr 30 20 con un 50 % hierro, así como CrNi 25 20 con un 55 % hierro.

### Kanthal
Kanthal® es una marca comercial del grupo Sandvik para varios productos calefactores eléctricos.
Kanthal era originalmente una aleación conductor calefactores con una composición definida. Una aleación de hierro, cromo y aluminio con una resistencia que aguanta hasta 1400 °C fue desarrollado por la empresa del mismo nombre en 1931. Más tarde, la marca Kanthal también se utilizó para aleaciones de conductores calefactores a base de cobre y níquel y también para elementos calefactores sólidos hechos de carburo de silicio (también conocido como Silit, Carborundum).

## Ejemplos de aplicación
Para generar calor a partir de la corriente eléctrica, los conductores calefactores suelen mantenerse aislados y con frecuencia protegidos adicionalmente por un tubo metálico.
Electrodomésticos como fogones eléctricos de cocina, fogones, lavadoras y lavavajillas, hervidores, secadores de pelo, calentadores de agua, calderas de agua caliente, calentadores de ventilación, soldadores o calentadores de inmersión, etc. contienen conductores calefactores de aleación.
En la metal·lúrgia, els motlles de nucli escalfables (procés de caixa calenta per endurir la sorra de nucli lligada a resina sintètica) s'escalfen amb conductors calefactors; altres exemples inclouen forns de fusió de gresol escalfats per resistència o forns per a la fusió elèctrica que es fan servir per amantenir les masses foses calentes i temperar lingots premsats i laminats per processar-los. en productes semielaborats .